# Alazapa
Los alazapas son un grupo étnico de Nuevo León, México. Pertenecen a la familia étnica de los coahuiltecos y a lo largo de la historia han habitado varios municipios del estado, entre ellos Bustamante y San Nicolás de los Garza.  
La etnia sobrevivió un intento de genocidio por parte de colonizadores españoles, quienes invadieron el norte con ayuda de los tlaxcaltecas. Aunque los libros de historia escritos por descendientes de españoles describen la etnia como "extinta", en Nuevo León habitan descendientes de alazapas que se identifican como tales. 

## Lengua
Hablaban el idioma coahuilteco, una lengua extinta que se extendía por gran parte de la región noreste de México y el sur de Texas. Esta lengua se encuentra relativamente bien documentada, haciendo posible que se lleven a cabo programas de revitalización lingüística.

## Historia
Por más de dos mil años los alazapas recorrieron las sierras y valles, dejando vestigios en cuevas, cerros a donde llegaban por su condición de nómadas pero que a la llegada de los primeros españoles se ven obligados a replegarse para defenderse de la invasión extranjera.
Al pasar de los años  las mujeres y otros pueblos sucumbieron bajo la dominación española, como sucedió con los borrados, los rayados, los pintos y otros que fueron absorbidos o evangelizados, pero los alazapas se fortalecieron en las sierras y montes y los españoles no pudieron con ellos.
Los Alazapas contuvieron por 90 años la incursión de los europeos y sus descendientes emigraron a la parte norte de lo que hoy es Nuevo León; originalmente los alazapas deambulaban por el valle del río Salinas pero a la llegada de los españoles se remontaron a las sierras de Picachos, Milpillas y Santa Clara.
Para poder penetrar a esta tribu los españoles lo hacen culturalmente utilizando a los indios tlaxcaltecas, quienes fundan San Miguel de Aguayo de la Nueva Tlaxcala en septiembre de 1687 a cargo de 30 familias tlaxcaltecas en encabezadas por Bernabé González, Agustín de la Cruz y Francisco de Luna.
Para vencer el muro que contenía la invasión ibérica, los españoles usan a los indios tlaxcaltecas para penetrar el norte del Nuevo Reino de León, facilitando la intromisión europeaa través de la religión.
Los alazapas sobrevivieron mezclándose con los tlaxcaltecas. Para las primeras décadas de 1800 los indígenas sobrevivientes fundan Valenzuela de los Alazapas en lo que hoy es el pueblo de Bustamante. 